# Hoffmann’scher Ringofen Nendeln
Der Hoffmann’sche Ringofen Nendeln ist ein im liechtensteinischen Ort Nendeln gelegenes Industriedenkmal an der Churerstrasse 63. Der Ofen Hoffmann’scher Bauart wurde 1881 von der nicht mehr existierenden Ziegelei Nendeln errichtet. Der Ringofen ermöglichte den Einstieg in die industrielle Ziegelproduktion unter Ausbeutung der lokalen Tonvorkommen. Mit dem Einsetzen des Ersten Weltkrieges wurde der Betrieb 1914 eingestellt. 1917 kaufte Gebhard Schädler, der Besitzer der gegenüberliegenden Keramikwerkstatt Schädler, den Ofen. Der 25 m hohe Kamin wurde 1943 abgerissen. Die Ofenanlage steht heute unter Denkmalschutz.